# Эвери, Мильтон Кларк
Мильтон Кларк Эвери (англ. Milton Clark Avery; 7 марта 1885, Алтмар, штат Нью-Йорк — 3 января 1965, Нью-Йорк) — американский художник-модернист.

## Жизнь и творчество
Мильтон Кларк Эвери вырос в городе Хартфорд, штат Коннектикут, позже жил в Нью-Йорке. В 1926 году он вступает в брак с Салли Мишель, в 1932 году у них рождается дочь Марш. Начиная с этого момента дочь художника, его семья становятся главной темой его творчества.
Первая персональная выставка состоялась в 1928 году в нью-йоркской Opportunity Gallery («Галерее Возможностей»), впоследствии принимает участие в многочисленных выставках авангардной живописи США.  Художник предпринимает много творческих поездок, однако в Европу приезжает впервые лишь в 1952 году.
Для многих американских художников — современников Эвери (например, Адольфа Готлиба, Марка Ротко) он являлся творческим примером. Наивысшим пунктом признания вклада художника в американскую живопись XX столетия стала организованная в 1960 году Американской федерацией искусств в нью-йоркском музее Уитни ретроспектива работ М. К. Эвери.